# Punto caldo dell'Eifel

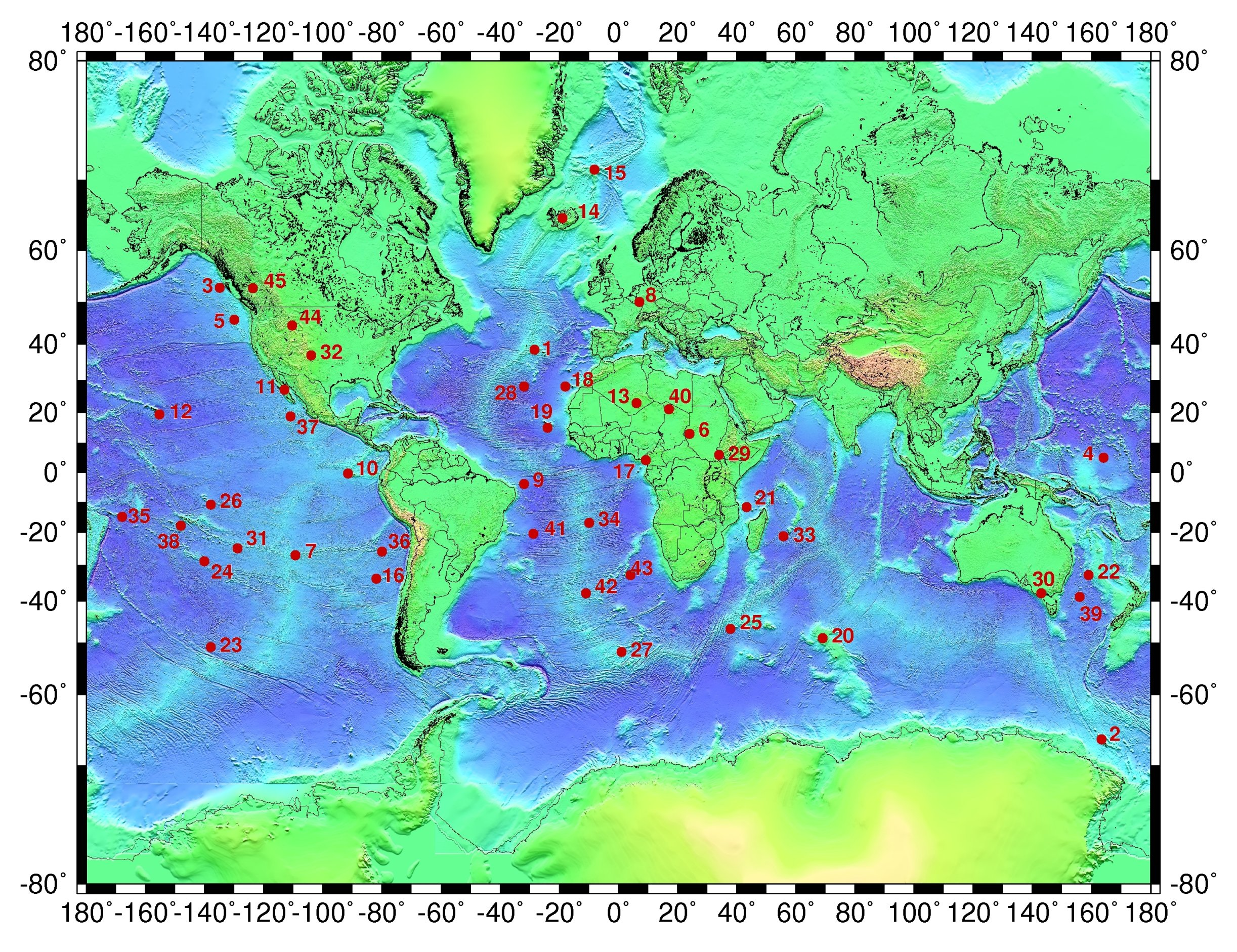
Il punto caldo dell'Eifel è marcato sulla mappa con il numero 8.

Il punto caldo dell'Eifel (50°12′N 6°42′E) è un punto caldo vulcanico situato nella Germania occidentale, ed in particolare nella Renania Settentrionale-Vestfalia, da cui deriva tutta l'attività vulcanica che ha portato alla formazione dei vulcani di questa regione e di tutta l'Europa nord occidentale.

Si ritiene che questo punto caldo sia all'origine della formazione dell'altopiano tedesco dell'Eifel, come dimostrato in particolar modo da alcune sue zone, come il campo vulcanico denominato Eifel vulcanico (in tedesco: Vulkaneifel).